# Ganryu (videojuego)

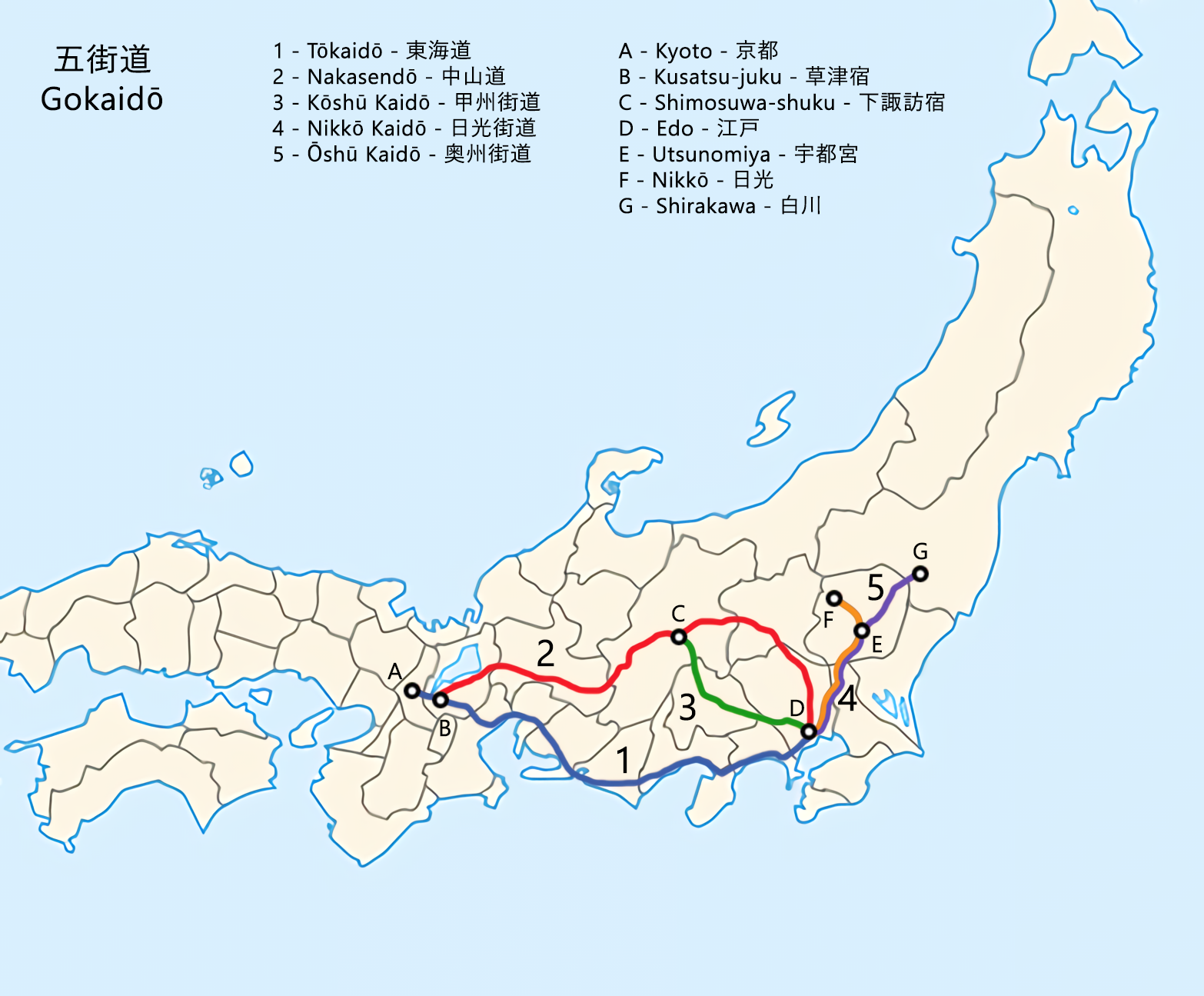
Mapa de Japón, únicamente su isla principal, que nos muestra las Cinco Rutas, los caminos más usados y ya existentes en el periodo histórico en el que se desarrolla el videojuego.

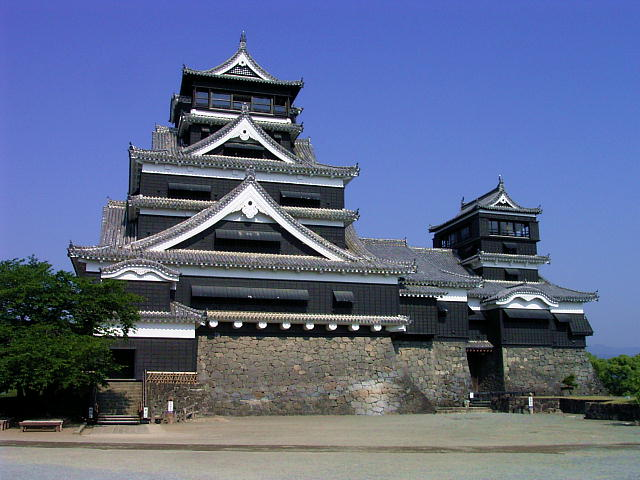
Castillo Kumamoto, castillo japonés que nos sirve de ejemplo de la arquitectura mostrada en el videojuego.

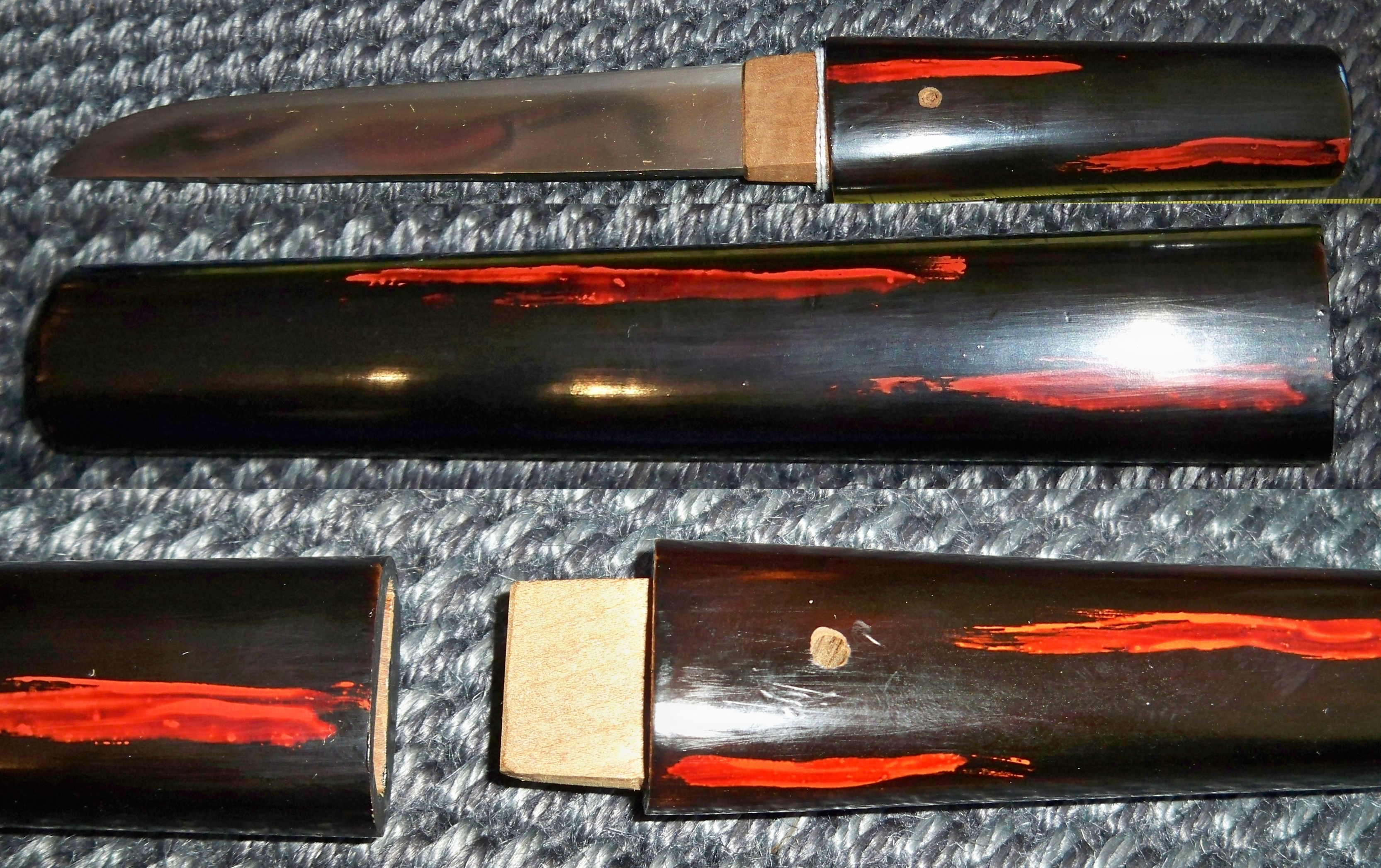
Ejemplo de kaiken (daga) que usaban los samuráis, principalmente para autodefensa en espacios reducidos, y que en el videojuego usa Suzume.

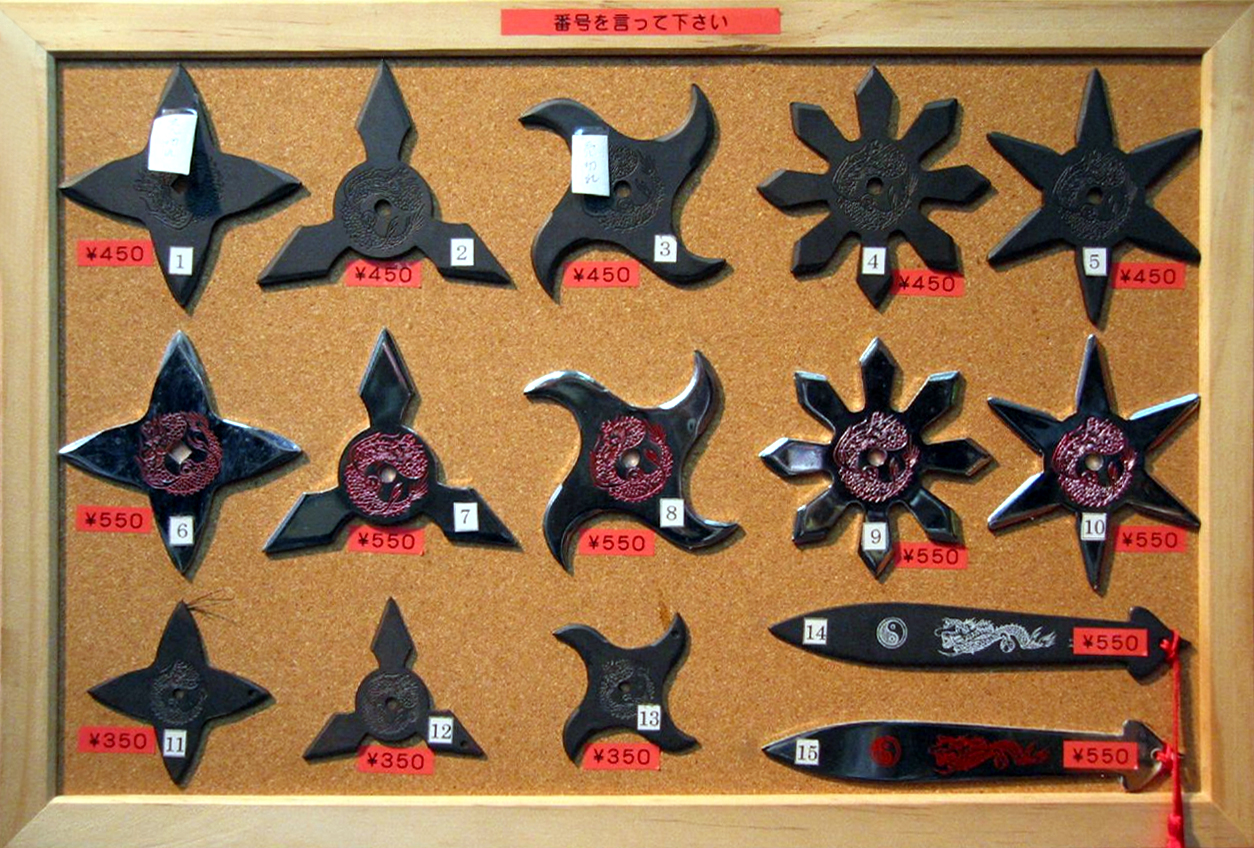
Muestra de diversos tipos de Shurikens.

Ganryu, conocido en Japón como Musashi Ganryuki (武蔵厳流記?), es un videojuego de plataformas y Hack & Slash desarrollado por Visco y publicado por SNK en 1999 para la placa arcade Neo Geo. Está basado, libremente, en la lucha de Miyamoto Musashi contra Sasaki Kojirō. Sasaki, samurái conocido como Sasaki Ganryū, da nombre el nombre base y más conocido del videojuego.

## El juego

### Misión y Personajes
Los personajes seleccionables que nos encontramos en el videojuego son el Samurái Miyamoto Musashi y su contrapartida femenina, y kunoichi, Suzume.
La misión del juego es rescatar al amor de Musashi, Otsu, de un malvado clan de ninjas dirigido por Kojiro Sasaki.

### Armas

#### Base
Los jugadores van armados con una espada (katana para Musashi/kaiken para Suzume) y una zarpa de agarre. La zarpa sirve como arma de largo alcance, y puede usarse a modo de ancla en lugares estratégicos para llegar a un terreno más elevado o ascender sobre abismos. También se puede realizar un poderoso ataque de proyectil manteniendo pulsado el botón de ataque, aunque esto conlleva un tiempo de carga y deja al jugador expuesto al ataque enemigo.

#### Extra
A lo largo de la aventura se pueden encontrar diversas armas adicionales, y temporales, tales como shurikens (usados por Musashi), kunais (usados por Suzume), y un arma mística que se nos muestra como una "bola de energía".
Al rescatar rehenes, el jugador puede recibir diversas recompensas como:
- Alimentos (onigiri, takoyaki), que restaurarán nuestra salud.
- Monedas (ryō), para recibir puntos extras.

## Historia
14 de abril de 1612, Musashi Miyamoto y Sasaki Kojirō se baten en duelo. Musashi tuvo la oportunidad de ver la espada de Kojiro en algún momento antes del duelo y así supo de su gran longitud, viendo esto, Musashi hizo su espada incluso más larga. Cuándo Musashi llegó a la playa para el duelo... Comenzó una batalla largamente esperada. En la lucha, Musashi, evitó un ataque bajo de Kojiro saltando, llegando a alcanzar más de un metro de altura para caer, golpeando en ese momento, la cabeza de Kojiro con su pesada espada de madera. Kojiro, de tal modo, cayó agonizante sobre la arena, herido mortalmente, y Musashi se marchó sin matarle. Algunos críticos de Musashi dijeron que era un cobarde por no matar a Kojiro, pero Musashi estaba satisfecho de haberle derrotado; no era necesario el matar a nadie.
Un año más tarde, Musashi y su amor de toda la vida, Otsu, planean reunirse en Kioto con la intención de fugarse. Otsu va acompañada por su hermana menor, Suzume, una kunoichi del clan Iga. Durante este tiempo, una serie de misteriosos secuestros se van sucediendo en la ciudad de Kioto, todo, a manos de un siniestro clan ninja. Antes de que Musashi llegue, a la que sin duda es la cita más importante de su vida, Otsu es secuestrada mientras Suzume está fuera momentáneamente. Musashi Y Suzume, impactados por lo sucedido, forman equipo para llevar a cabo el rescate de Otsu; o lo hacen ellos mismos o, directamente, pueden darla por perdida.
Tan pronto comienza su aventura ambos se enfrentan en feroz batalla contra numerosos ninja así como terribles monstruos, y encuentran el origen de todos los secuestros: Sasaki Kojiro, quien había resucitado en cruel último deseo de venganza contra Musashi. Kojiro, imbuido de pura rabia y maldad, se ha reencarnado en el semidiós del mal, Caos. De tal modo, con un poder más allá de lo soñado en sus manos, desafía a Musashi y Suzume a reunirse con él en Ganryujima, donde todo está preparado para dar comienzo a su enfrentamiento final.
Dándose cuenta de que su fuerza proviene de su amor mutuo por Otsu, Musashi y Suzume luchan contra Caos y, finalmente, logran destruirle de una vez por todas. Tras su victoria, Musashi y Suzume se reúnen con Otsu. Musashi y Otsu, por fin juntos tras tan ardua contienda, se casan, y Suzume asume el papel de su hermana en el clan Iga como sacerdotisa.

### Japón real - Historia
La época a la que nos transporta el videojuego, los años 1612-13, fueron unos tiempos realmente convulsos en el Japón del mundo real.
El país estaba en pleno periodo de entreguerras y la situación no se calmaría de verdad hasta 1615, cuando el ejército de Tokugawa asedió Osaka y finalmente destruyó la fortaleza de los Toyotomi.
| Año       | Período o Era      | Particularidades                               |  |
| --------- | ------------------ | ---------------------------------------------- |  |
| ...       | ...                |                                                |  |
| 1336-1573 | Muromachi          | Incluye a las eras Nanbokuchō y Sengoku        |  |
| 1336-1392 | Nanbokuchō         | Conflicto entre las Cortes del Norte y del Sur |  |
| 1467-1568 | Sengoku            | Guerra civil                                   |  |
| 1568-1603 | Azuchi-Momoyama    | Unificación del país                           |  |
| 1603-1868 | Edo                | Cierre de fronteras y pacificación del país    |  |
| 1866-1869 | Restauración Meiji | Solapado a los períodos Edo y Meiji            |  |
| 1868-1912 | Meiji              | Modernización y occidentalización del país     |  |
| 1912-1926 | Taishō             | Democratización del gobierno                   |  |
| ...       | ...                |                                                |  |